# Кондрашкін Андрій Володимирович
Андрій Володимирович Кондрашкін (рос. Андрей Владимирович Кондрашкин; 23 червня 1979, Первомайський, РРФСР — 16 вересня 2023, Бахмутський район, Україна) — російський офіцер, полковник ПДВ РФ. Герой Російської Федерації.

## Біографія
В 1996 році закінчив Первомайську школу № 3, в 2001 році — Рязанське повітрянодесантне командне училище, після чого служив в 106-й і 98-й повітряно-десантних дивізіях. Учасник збройного конфлікту на Північному Кавказі. В 2013 році закінчив військову академію імені Фрунзе. Учасник боїв за Іловайськ та інтервенції в Сирію. З 2015 року — командир 108-го десантно-штурмового полку 7-ї десантно-штурмової дивізії. З 2019 року — заступник командира своєї дивізії. В 2020/21 роках — командир 56-ї окремої десантно-штурмової бригади. З 2021 року — слухач Військової академії Генштабу, закінчив її влітку 2023 року.
З 24 лютого 2022 року брав участь у вторгненні в Україну, командир 31-ї окремої десантно-штурмової бригади, відомий під позивним «Дунай». Учасник боїв в Гостомелі. В серпні 2022 року важко поранений, до літа 2023 року перебував на лікуванні. Загинув у бою. 20 вересня 2023 року був похований в рідному селищі.

## Нагороди
- Орден Мужності
- Орден «За заслуги перед Вітчизною» 4-го ступеня з мечами
- Медаль ордена «За заслуги перед Вітчизною» 2-го і 1-го ступеня з мечами
- Медаль Суворова
- Медаль Жукова
- Медаль «За військову доблесть» 2-го і 1-го ступеня
- Медаль «За зміцнення бойової співдружності»
- Медаль «За відзнаку у військовій службі» 3-го, 2-го і 1-го ступеня (20 років)
- Медаль «Учаснику військової операції в Сирії»
- Звання «Герой Російської Федерації» (16 грудня 2023, посмертно) — «за мужнійсть і героїзм, проявлені під час виконання військового обов'язку.»